# The Time of the Oath
Albums de Helloween
Master of the Rings
(1994) Better Than Raw
(1998)
Singles
1. Power
Sortie : 16 janvier 1996
2. The Time of the Oath
Sortie : Février 1996
3. Forever and One
Sortie : 9 septembre 1996

The Time of the Oath est le 7e album studio du groupe allemand de power metal Helloween sorti en 1996. L'album est dédié à la mémoire de l'ancien batteur Ingo Schwichtenberg, qui s'est suicidé l'année précédente.
The Time of the Oath est un album-concept. Selon Andi Deris, il est fondé sur les prédictions de Nostradamus, en faisant allusion aux prédictions faites pour les années de 1994 à 2000. Les interprètes de Nostradamus pensent qu'il prédit une Troisième Guerre mondiale suivie par un millénaire de paix si les humains font les bons choix. L'album est censé refléter les choix de l'humanité.
L'album se classa à la 30e position dans les charts suisses, 33e dans les charts autrichiens, 26e dans les charts suédois et à la 14e place dans les charts finlandais.

## Liste des titres
| No  | Titre                              | Auteur                       | Durée |
| --- | ---------------------------------- | ---------------------------- | ----- |
| 1.  | We Burn                            | Andi Deris                   | 3:04  |
| 2.  | Steel Tormentor                    | Andi Deris, Michael Weikath  | 5:40  |
| 3.  | Wake Up the Mountain               | Andi Deris, Uli Kusch        | 5:01  |
| 4.  | Power                              | Michael Weikath              | 3:28  |
| 5.  | Forever and One (Neverland)        | Andi Deris                   | 3:54  |
| 6.  | Before the War                     | Andi Deris                   | 4:33  |
| 7.  | A Million to One                   | Andi Deris, Uli Kusch        | 5:11  |
| 8.  | Anything My Mama Don't Like        | Andi Deris, Uli Kusch        | 3:46  |
| 9.  | Kings Will Be Kings                | Michael Weikath              | 5:09  |
| 10. | Mission Motherland                 | Michael Weikath, Helloween   | 9:00  |
| 11. | If I Knew                          | Michael Weikath              | 5:30  |
| 12. | The Time of the Oath               | Andi Deris, Roland Grapow    | 6:58  |
| 13. | Still I Don't Know (bonus Japon)   | Andi Deris, Markus Grosskopf | 4:13  |
| 14. | Take It to the Limit (bonus Japon) | Andi Deris, Uli Kusch        | 4:04  |

## Composition du groupe
- Andi Deris — chants
- Michael Weikath — guitare
- Roland Grapow — guitare
- Markus Grosskopf — basse
- Uli Kusch — batterie